# DPGC: U Know What I'm Throwin' Up
Albums de Daz Dillinger
Who Ride wit Us: Tha Compalation, Vol. 2
(2002) Southwest
(2003)
DPGC: U Know What I'm Throwin' Up est le quatrième album studio de Daz Dillinger, sorti le 6 mai 2003.
L'album s'est classé 13e au Top Independent Albums et 35e au Top R&B/Hip-Hop Albums.

## Liste des titres
| No  | Titre                                                                           | Durée |
| --- | ------------------------------------------------------------------------------- | ----- |
| 1.  | Bigg Snoop Dogg Intro (featuring Snoop Dogg)                                    | 0:32  |
| 2.  | I'll Beacho Azz (featuring Soopafly)                                            | 4:38  |
| 3.  | Public Service Announcement (Interlude) (featuring Public Service Announcement) | 0:15  |
| 4.  | U Ain't Shit (Death Row Diss) (featuring Bad Azz)                               | 3:28  |
| 5.  | WBALLZ (Interlude)1 (featuring WBALLZ)                                          | 0:21  |
| 6.  | Dogg Catcha (featuring Soopafly)                                                | 4:50  |
| 7.  | Snoopy Collins (Interlude) (featuring Snoopy Collins)                           | 0:10  |
| 8.  | All Night Long                                                                  | 3:59  |
| 9.  | It's Dat Gangsta Shit (featuring Snoop Dogg)                                    | 4:08  |
| 10. | Skirt Out                                                                       | 3:51  |
| 11. | Snoop (Interlude): Suck Me (featuring Snoop Dogg)                               | 0:07  |
| 12. | Don't Stop (featuring Soopafly)                                                 | 3:48  |
| 13. | Snoop (Interlude): Quit Playin' (featuring Snoop Dogg)                          | 0:16  |
| 14. | Can't Stop That Gangsta Shit                                                    | 3:55  |
| 15. | Snoop (Interlude): Kick Some Gangsta Shit (featuring Snoop Dogg)                | 0:08  |
| 16. | Deez Niggaz Trippin' (featuring Soopafly)                                       | 4:14  |
| 17. | Introduction 2 Mayhem (featuring Soopafly)                                      | 3:18  |
| 18. | WBALLZ (Interlude) (featuring WBALLZ)                                           | 0:06  |
| 19. | Round N Round We Go (featuring Shon Don)                                        | 4:07  |
| 20. | DPGC: U Know What I'm Throwin' Up (featuring Snoop Dogg & Goldie Loc)           | 5:06  |
| 21. | Pimpin' Olympics (Interlude)                                                    | 0:30  |
| 22. | Ain't Nothin' But a Gangsta Party (part 2) (featuring Whiteboy Ryan)            | 4:49  |
| 23. | I Got Dat Fire (Interlude) –                                                    | 0:30  |
| 24. | I Got Dat Fire (featuring Snoop Dogg, E-White et Uncle Reo)                     | 4:07  |
| 25. | Snoop (Interlude): Reminisce (featuring Snoop Dogg)                             | 0:37  |
| 26. | World So Cold (featuring Shon Don)                                              | 4:26  |
| 27. | A Message To Ricardo Brown (Interlude)                                          | 1:51  |
| 28. | Church (Interlude)                                                              | 0:41  |
| 29. | Who Dem Niggaz                                                                  | 4:27  |
| 30. | Let's Roll (featuring Shon Don & Crystal)                                       | 3:26  |
| 31. | A Message From Delmar Arnaud (Outro)                                            | 1:16  |